# Vittoria Repice
Vittoria Repice (Reggio Calabria, 1º giugno 1986) è una pallavolista italiana, centrale della Nuova Trasimeno.

## Carriera
La carriera di Vittoria Repice inizia nella stagione 2006-07 quando entra a far parte del Soverato in Serie B1: al club calabro resta legata per due annate, per poi passare in quella 2008-09 alla Tempesta Volley Taranto in Serie B2.
Esordisce in Serie A2 nel campionato 2009-10 ingaggiata dal San Vito, ma nella stagione successiva è nuovamente in Serie B1 con il Sarno. Ritorna nella divisione cadetta per l'annata 2011-12 per vestire la maglia della Rota di Mercato San Severino: gioca poi per il Casalmaggiore nella stagione 2012-13, per il New Libertas in quella 2013-14 e per il Neruda di Bronzolo in quella 2014-15, sempre in Serie A2, conquistando la vittoria della Coppa Italia di categoria e la promozione in Serie A1.
Tuttavia rimane in Serie A2 anche per il campionato 2015-16 con la Trentino Rosa, per poi esordire nella massima divisione nazionale grazie all'ingaggio da parte del San Casciano nella stagione 2016-17. Per l'annata 2017-18 ritorna nella serie cadetta con la Wealth Planet Perugia, stessa categoria dove milita nella stagione successiva con la VolAlto Caserta e in quella 2019-20, quando invece fa ritorno nel club Soverato.
Per l'annata 2020-21 scende in Serie B2 ingaggiata dalla Nuova Trasimeno.

## Palmarès

### Club
- Coppa Italia di Serie A2: 1

2014-15